# Si Dieu Veut...
Si Dieu Veut... – pierwszy studyjny album francuskiego zespołu hip-hopowego Fonky Family, pochodzącego z Marsylii na południu Francji. Premiera odbyła się 13 stycznia 1998.
Album uplasował się na 9. miejscu notowania SNEP we Francji.

## Lista utworów
Źródło.
1. "Verset I" - 1:07
2. "Cherche pas à comprendre" - 5:25
3. "Sans rémission" (Chór: Sista Micky) - 5:23
4. "Une seule fois" - 3:45
5. "Verset II" - 0:46
6. "La résistance" (featuring Boss One, Akhenaton) - 4:53
7. "Les mains sales" (featuring Fresh) - 4:42
8. "La furie et la foi" - 3:34
9. "Verset III" - 1:29
10. "Tu nous connais" - 4:39
11. "Le sum" - 4:26
12. "Verset IV" - 0:54
13. "Aux absents" - 4:05
14. "Maintenant ou jamais" (featuring X-Men) - 5:43
15. "Verset V" (featuring Bruizza) - 2:23
16. "Le respect se perd" - 4:05
17. "Sans faire couler le sang" (featuring Kertra, La Mixture) - 6:27
18. "Verset VI" - 0:54
19. "Marseille envahit" (featuring 3ème Œil) - 6:44
20. "Verset VII" - 0:23